# Station Wińsko
Station Wińsko was een spoorwegstation in de Poolse plaats Wińsko.